# Friedrich-Wilhelm-Grimme-Weg
Als Friedrich-Wilhelm-Grimme-Weg werden nach dem sauerländischen Dichter Friedrich Wilhelm Grimme ein 84 Kilometer langer Wanderweg des Sauerländischen Gebirgsvereins (SGV) und eine vom Landschaftsverband Westfalen-Lippe eingerichtete Kulturroute bezeichnet.

## Wanderweg
Der Hauptwanderweg des SGV führt von Altenhundem durch die Saalhauser Berge nach Schmallenberg und von dort über Nordenau, den Kahlen Asten, Siedlinghausen und Grimmes Geburtsort Assinghausen nach Olsberg.
Der Wanderweg fällt in die Kategorie der Hauptwanderstrecken des SGV und besitzt wie auch alle anderen Hauptwanderstrecken als Wegzeichen das weiße Andreaskreuz X, an Kreuzungspunkten um die Zahl 27 erweitert.
Koordinaten: 51° 6′ 15,7″ N, 8° 4′ 19,7″ O

## Kulturroute
Die Kulturroute des Landschaftsverbands Westfalen-Lippe führt von Arnsberg nach Brilon, umfasst aber auch Orte neben dieser Strecke. Es werden zwölf Stationen mit Sehenswürdigkeiten angegeben, die einen Bezug zu Friedrich Wilhelm Grimme oder anderen Dichtern wie Annette von Droste-Hülshoff haben.